# Atdheu (1943)
Atdheu var en albanskspråkig tidning som gavs ut av de albanska rojalisterna under andra världskriget. Tidningen propagerade för Albaniens befrielse, deras väpnade kamp under Abaz Kupi och för kungarikets återställande under Zog I av Albanien. Tidningen utkom mellan krigsåren 1943 och 1944 med inalles 20 nummer.